# Liste der Geotope im Landkreis Lörrach
Diese sortierbare Liste der Geotope im Landkreis Lörrach enthält die Geotope des baden-württembergischen Landkreises Lörrach, die amtlichen Bezeichnungen für Namen und Nummern sowie deren geographische Lage. Die Geotope sind im Geotop-Kataster Baden-Württemberg dokumentiert und umfassen Aufschlüsse von Gesteinen, Böden, Mineralien und Fossilien sowie besondere Landschaftsteile.

## Liste
Im Landkreis sind 174 Geotope (Stand 18. Januar 2023) vom Landesamt für Geologie, Rohstoffe und Bergbau (LGRB) ausgewiesen:
| Steckbrief Nr. (PDF) | Name                                                                                     | Geotoptyp          | Gemeinde/Stadt, Gemarkung                 | Koordinaten                     | Bild | Bemerkungen |
| -------------------- | ---------------------------------------------------------------------------------------- | ------------------ | ----------------------------------------- | ------------------------------- | ---- | --- |
| 2129 (PDF; 0,3 MB)   | Straßenböschung der Landesstraße Multen-Aitern ca. 2500 m NW von Aitern                  | Aufschluss         | Aitern                                    | 47° 48′ 51″ N, 7° 51′ 57,7″ O   |      | Geologische Einheit: Gneis Status: mit geschützt (NSG Belchen)                                                               |
| 2130 (PDF; 0,3 MB)   | Felsböschung an der Straße Aitern-Multen bei Holzinshaus                                 | Aufschluss         | Aitern                                    | 47° 48′ 35,3″ N, 7° 52′ 42,2″ O |      | Geologische Einheit: Randgranit Status: mit geschützt (NSG Belchen)                                                          |
| 2131 (PDF; 0,3 MB)   | Läufelbergrain, Efringen-Kirchen-Egringen                                                | Aufschluss         | Efringen-Kirchen Gemarkung Egringen       | 47° 39′ 26,1″ N, 7° 36′ 26,3″ O |      | Geologische Einheit: Elsässer Molasse Status: geschützt (Naturdenkmal „Läufelberg“)                                          |
| 2132 (PDF; 1,0 MB)   | Isteiner Klotz - Brandungshohlkehle am Klotzenfelsen, Efringen-Kirchen Nationaler Geotop | Landschaftselement | Efringen-Kirchen Gemarkung Istein         | 47° 39′ 42,1″ N, 7° 31′ 47,9″ O |      | Geologische Einheit: Oberjura Status: mit geschützt (NSG Isteiner Klotz)                                                     |
| 2133 (PDF; 0,3 MB)   | Grenzacher Hörnli, Grenzach-Wyhlen                                                       | Felsformation      | Grenzach-Wyhlen Gemarkung Grenzach        | 47° 33′ 31,7″ N, 7° 38′ 54,9″ O |      | Geologische Einheit: Oberer Muschelkalk Status: mit geschützt (NSG Buchswald bei Grenzach)                                   |
| 2134 (PDF; 0,3 MB)   | Wasserfall, Häg                                                                          | Wasserfall         | Häg-Ehrsberg Gemarkung Häg                | 47° 44′ 3,4″ N, 7° 55′ 47,1″ O  |      | Geologische Einheit: Paragneis Status: geschützt (Naturdenkmal Wasserfall (Häger-Wasserfälle))                               |
| 2135 (PDF; 0,9 MB)   | Erdmannshöhle, Hasel                                                                     | Tropfsteinhöhle    | Hasel                                     | 47° 38′ 54,7″ N, 7° 53′ 45,5″ O |      | Geologische Einheit: Oberer Muschelkalk                                                                                      |
| 2136 (PDF; 0,3 MB)   | Aufg. Kaiser’sche Bruch am Ostrand des Behlen, Kandern                                   | Aufschluss         | Kandern Gemarkung Holzen                  | 47° 41′ 54,5″ N, 7° 38′ 52,9″ O |      | Geologische Einheit: Korallenkalk-Formation                                                                                  |
| 2137 (PDF; 0,3 MB)   | Felsen NW vom Nonnenmattweiher ca. 2100 m W von Neuenweg                                 | Felsformation      | Kleines Wiesental GemarkungNeuenweg       | 47° 47′ 43,8″ N, 7° 47′ 52,2″ O |      | Geologische Einheit: Vulkanit Status: mit geschützt (NSG Nonnenmattweiher)                                                   |
| 2138 (PDF; 0,4 MB)   | Karsee Nonnenmattweiher, Neuenweg                                                        | Landschaftselement | Kleines Wiesental GemarkungNeuenweg       | 47° 47′ 40,6″ N, 7° 47′ 56,6″ O |      | Geologische Einheit: Porphyr Status: mit geschützt (NSG Nonnenmattweiher)                                                    |
| 2139 (PDF; 0,3 MB)   | Buhrenboden                                                                              | Landschaftselement | Rheinfelden (Baden) Gemarkung Eichsel     | 47° 35′ 39,9″ N, 7° 46′ 31,6″ O |      | Geologische Einheit: ? Status: mit geschützt (NSG Buhrenboden)                                                               |
| 2140 (PDF; 0,3 MB)   | Mühlbachquelle                                                                           | Quelle             | Rheinfelden (Baden) Gemarkung Karsau      | 47° 34′ 55,9″ N, 7° 48′ 41,8″ O |      | Geologische Einheit: Oberer Muschelkalk Status: geschützt                                                                    |
| 2141 (PDF; 0,3 MB)   | Nagelfluhhöhle Bettlerküche                                                              | Höhle              | Rheinfelden (Baden) Gemarkung Karsau      | 47° 35′ 29,9″ N, 7° 49′ 39,5″ O |      | Geologische Einheit: Nagelfluh Status: geschützt (Naturdenkmal Nagelfluhhöhle (Bettlerküche) Karsau)                         |
| 2142 (PDF; 0,3 MB)   | Doline Moosloch, Rheinfelden (Baden)                                                     | Doline             | Rheinfelden (Baden) Gemarkung Karsau      | 47° 36′ 13,5″ N, 7° 49′ 33,7″ O |      | Geologische Einheit: Unterer Keuper Status: geschützt (Naturdenkmal Moosloch)                                                |
| 2143 (PDF; 0,3 MB)   | Doline Teufelsloch, Rheinfelden (Baden)                                                  | Doline             | Rheinfelden (Baden) Gemarkung Karsau      | 47° 36′ 20,5″ N, 7° 49′ 48,4″ O |      | Geologische Einheit: Unterer Keuper Status: geschützt                                                                        |
| 2144 (PDF; 0,3 MB)   | Karsthöhle Tschamberhöhle, Rheinfelden (Baden)                                           | Höhle              | Rheinfelden (Baden) Gemarkung Karsau      | 47° 35′ 20,2″ N, 7° 49′ 9,5″ O  |      | Geologische Einheit: Oberer Muschelkalk Status: geschützt (Naturdenkmal Karsthöhle (Tschamberhöhle))                         |
| 2145 (PDF; 0,3 MB)   | Linsenbachquelle                                                                         | Quelle             | Rheinfelden (Baden)                       | 47° 34′ 31,3″ N, 7° 47′ 6,2″ O  |      | Geologische Einheit: Oberer Muschelkalk Status: geschützt                                                                    |
| 2146 (PDF; 0,3 MB)   | Wasserfall über Buntsandstein, Rheinfelden (Baden)                                       | Wasserfall         | Rheinfelden (Baden) Gemarkung Warmbach    | 47° 33′ 7,7″ N, 7° 46′ 5″ O     |      | Geologische Einheit: Buntsandstein Status: geschützt                                                                         |
| 2147 (PDF; 0,3 MB)   | Strenger Fels E von Degerfelden                                                          | Felsformation      | Rheinfelden (Baden)                       | 47° 34′ 22,5″ N, 7° 45′ 30,5″ O |      | Geologische Einheit: Oberer Muschelkalk Status: geschützt                                                                    |
| 2148 (PDF; 0,3 MB)   | Gletscherschliff und erratischer Block Letzberg, Schönau im Schwarzwald                  | Landschaftselement | Schönau im Schwarzwald                    | 47° 47′ 24,6″ N, 7° 53′ 39″ O   |      | Geologische Einheit: Schiefer Paläozoikum Status: geschützt                                                                  |
| 2149 (PDF; 0,3 MB)   | Gletscherschliff Buchenbrändle, Schönau im Schwarzwald                                   | Landschaftselement | Schönau im Schwarzwald                    | 47° 46′ 57,1″ N, 7° 53′ 43,5″ O |      | Geologische Einheit: Vulkanit Status: geschützt                                                                              |
| 2150 (PDF; 0,3 MB)   | Felsböschung des Forstwegs Multen-Belchenhaus ca. 1200 m E vom Belchenhaus               | Aufschluss         | Schönenberg                               | 47° 49′ 5,8″ N, 7° 50′ 36,6″ O  |      | Geologische Einheit: Randgranit Status: mit geschützt (NSG Belchen)                                                          |
| 2151 (PDF; 0,3 MB)   | Felsböschung beim Wanderheim am Rübgartenbächle                                          | Aufschluss         | Schönenberg                               | 47° 49′ 15,3″ N, 7° 50′ 53,2″ O |      | Geologische Einheit: Paragneis Status: mit geschützt (NSG Belchen)                                                           |
| 2152 (PDF; 0,3 MB)   | Rabenfelsen, Schönenberg                                                                 | Felsformation      | Schönenberg                               | 47° 48′ 36,3″ N, 7° 51′ 44,1″ O |      | Geologische Einheit: Paragneis Status: mit geschützt (NSG Belchen)                                                           |
| 2153 (PDF; 0,7 MB)   | Eichener See, Schopfheim                                                                 | Landschaftselement | Schopfheim Gemarkung Eichen               | 47° 38′ 40,5″ N, 7° 51′ 43,6″ O |      | Geologische Einheit: Oberer Muschelkalk Status: geschützt (Naturdenkmal Eichener See)                                        |
| 2154 (PDF; 0,3 MB)   | Gletschermühle, Fahrnau                                                                  | Landschaftselement | Schopfheim Gemarkung Fahrnau              | 47° 39′ 43,7″ N, 7° 50′ 11,2″ O |      | Geologische Einheit: ? Status: geschützt (Naturdenkmal Gletschermühle)                                                       |
| 2155 (PDF; 0,3 MB)   | Weißer Stein, Schopfheim                                                                 | Findling           | Schopfheim Gemarkung Raitbach             | 47° 41′ 20,1″ N, 7° 53′ 13,2″ O |      | Geologische Einheit: Granit Status: geschützt (Naturdenkmal Gletscherfindling (Der weiße Stein))                             |
| 2156 (PDF; 0,3 MB)   | Dossenbacher Karsthöhle mit Quelle, Schwörstadt                                          | Höhle Quelle       | Schwörstadt Gemarkung Dossenbach          | 47° 37′ 7,4″ N, 7° 51′ 10,4″ O  |      | Geologische Einheit: Oberer Muschelkalk Status: geschützt (Naturdenkmal Höhle mit Quelle, Dossenbacher Karsthöhle Ortsetter) |
| 2157 (PDF; 0,3 MB)   | Brödelquelle, Schwörstadt                                                                | Quelle             | Schwörstadt                               | 47° 35′ 27,5″ N, 7° 52′ 13,2″ O |      | Geologische Einheit: Oberer Muschelkalk Status: geschützt (Naturdenkmal Karstquelle (Brödelquelle))                          |
| 2158 (PDF; 0,3 MB)   | Hohfels, Steinen-Endenburg                                                               | Felsformation      | Steinen Gemarkung Endenburg               | 47° 42′ 48,3″ N, 7° 43′ 32,2″ O |      | Geologische Einheit: Palingenit Status: geschützt (Naturdenkmal Fels (Hohfelsen))                                            |
| 2159 (PDF; 0,3 MB)   | Obere Höllschlucht, Steinen-Endenburg                                                    | Landschaftselement | Steinen Gemarkung Endenburg               | 47° 42′ 25,8″ N, 7° 44′ 18,8″ O |      | Geologische Einheit: Blastit Status: geschützt                                                                               |
| 2160 (PDF; 0,3 MB)   | Felskuppe ober. eines Forstwegs ca. 1000 m W von Geschwend                               | Felsformation      | Todtnau Gemarkung Geschwend               | 47° 48′ 16,4″ N, 7° 57′ 9,9″ O  |      | Geologische Einheit: Sengalenkopf-Schiefer-Formation Status: mit geschützt (NSG Gletscherkessel Präg)                        |
| 2161 (PDF; 0,3 MB)   | Felsböschung im Gisibodenbachtal ca. 1700 m NE von Geschwend                             | Aufschluss         | Todtnau Gemarkung Geschwend               | 47° 48′ 37,1″ N, 7° 57′ 38,8″ O |      | Geologische Einheit: Randgranit Status: mit geschützt (NSG Gletscherkessel Präg)                                             |
| 2162 (PDF; 0,3 MB)   | Straßenböschung im Bürlimoos am Hasenhorn SE von Todtmoos                                | Aufschluss         | Todtnau Gemarkung Geschwend               | 47° 49′ 5,5″ N, 7° 58′ 0,3″ O   |      | Geologische Einheit: Amphibolit Status: mit geschützt (NSG Gletscherkessel Präg)                                             |
| 2163 (PDF; 0,3 MB)   | Felsige Wegböschung entlang des Gisibodenbachs auf dem Hasenhorn                         | Aufschluss         | Todtnau Gemarkung Geschwend               | 47° 49′ 3,2″ N, 7° 58′ 2,8″ O   |      | Geologische Einheit: Randgranit Status: mit geschützt (NSG Gletscherkessel Präg)                                             |
| 2164 (PDF; 0,3 MB)   | Scheibenfelsen, Todtnau-Geschwend                                                        | Felsformation      | Todtnau Gemarkung Geschwend               | 47° 48′ 4,1″ N, 7° 55′ 56,6″ O  |      | Geologische Einheit: Schiefer und Grauwacke Status: geschützt (Naturdenkmal Fels (Scheibenfelsen))                           |
| 2165 (PDF; 0,3 MB)   | Felsböschung ca. 500 m E der Gisibodenhütte                                              | Aufschluss         | Todtnau Gemarkung Präg                    | 47° 49′ 9,3″ N, 7° 59′ 12,8″ O  |      | Geologische Einheit: Gneis Status: mit geschützt (NSG Gletscherkessel Präg)                                                  |
| 2166 (PDF; 0,3 MB)   | Felsböschung der Straße Präg-Bernau vor und hinter der Straßenkehre beim Eckkopf         | Aufschluss         | Todtnau Gemarkung Präg                    | 47° 48′ 24,2″ N, 7° 59′ 35,8″ O |      | Geologische Einheit: Randgranit Status: mit geschützt (NSG Gletscherkessel Präg)                                             |
| 2167 (PDF; 0,3 MB)   | Felsböschung an der Straße Präg-Breitnau ca. 2300 m NE von Präg                          | Aufschluss         | Todtnau Gemarkung Präg                    | 47° 47′ 50,2″ N, 7° 59′ 0,9″ O  |      | Geologische Einheit: Protocanitengrauwacken-Formation Status: mit geschützt (NSG Gletscherkessel Präg)                       |
| 2168 (PDF; 0,3 MB)   | Felsböschung oberh. der Landesstraße Präg-Todtmoos ca. 200 m W vom Ortsende Präg         | Aufschluss         | Todtnau Gemarkung Präg                    | 47° 46′ 56,2″ N, 7° 57′ 49,4″ O |      | Geologische Einheit: Vulkanit Status: mit geschützt (NSG Gletscherkessel Präg)                                               |
| 2169 (PDF; 0,4 MB)   | Präger Kessel                                                                            | Landschaftselement | Todtnau Gemarkung Präg                    | 47° 46′ 53,1″ N, 7° 58′ 10,2″ O |      | Geologische Einheit: Granit Status: mit geschützt (NSG Gletscherkessel Präg)                                                 |
| 2170 (PDF; 0,3 MB)   | Felsige Straßenböschung an der Straße Präg-Bernau östl. des Gewanns Ellenbogen           | Aufschluss         | Todtnau Gemarkung Präg                    | 47° 46′ 54″ N, 7° 58′ 39,9″ O   |      | Geologische Einheit: Grobsandstein Status: mit geschützt (NSG Gletscherkessel Präg)                                          |
| 2171 (PDF; 0,3 MB)   | Bachklinge des Weißenbachs im Kälberwald ca. 750 m S von Präg                            | Klinge             | Todtnau Gemarkung Präg                    | 47° 46′ 17,4″ N, 7° 57′ 56″ O   |      | Geologische Einheit: Fossilien des Unterkarbon Status: mit geschützt (NSG Gletscherkessel Präg)                              |
| 2172 (PDF; 0,3 MB)   | Felsböschung der Straße Todtmoos-Präg S vom Kreuzboden                                   | Aufschluss         | Todtnau Gemarkung Präg                    | 47° 46′ 20,9″ N, 7° 58′ 23,8″ O |      | Geologische Einheit: Pyroklasten des Unterkarbon Status: mit geschützt (NSG Gletscherkessel Präg)                            |
| 2173 (PDF; 0,3 MB)   | Felsige Böschung der Straße Todtmoos-Präg ca. 700 m NW vom Wanderheim Hochkopfhaus       | Aufschluss         | Todtnau Gemarkung Präg                    | 47° 45′ 54,2″ N, 7° 58′ 7,5″ O  |      | Geologische Einheit: ? Status: mit geschützt (NSG Gletscherkessel Präg)                                                      |
| 2174 (PDF; 0,3 MB)   | Felsböschung eines Forstwegs ca. 750 m ENE von Präg                                      | Aufschluss         | Todtnau Gemarkung Präg                    | 47° 46′ 56,6″ N, 7° 58′ 39,9″ O |      | Geologische Einheit: Vulkanit Status: mit geschützt (NSG Gletscherkessel Präg)                                               |
| 2175 (PDF; 0,3 MB)   | Pfaffenfelsen, Todtnau                                                                   | Felsformation      | Todtnau Gemarkung Präg                    | 47° 48′ 22,6″ N, 7° 58′ 54″ O   |      | Geologische Einheit: Schiefer Status: geschützt (Naturdenkmal Fels (Pfaffenfelsen))                                          |
| 2176 (PDF; 0,4 MB)   | Toteisloch Präger Böden, Todtnau                                                         | Landschaftselement | Todtnau Gemarkung Präg                    | 47° 48′ 33,4″ N, 7° 59′ 43,8″ O |      | Geologische Einheit: ? Status: mit geschützt (NSG Gletscherkessel Präg)                                                      |
| 2177 (PDF; 0,3 MB)   | Flankengerinne im Präger Kessel, Todtnau                                                 | Landschaftselement | Todtnau Gemarkung Präg                    | 47° 46′ 52,6″ N, 7° 58′ 22,2″ O |      | Geologische Einheit: ? Status: mit geschützt (NSG Gletscherkessel Präg)                                                      |
| 2178 (PDF; 0,3 MB)   | Felsböschung im und am Kastelbach ca. 750 m S von Schlechtnau                            | Aufschluss         | Todtnau Gemarkung Schlechtnau             | 47° 48′ 41,4″ N, 7° 56′ 36,7″ O |      | Geologische Einheit: Paragneis Status: mit geschützt (NSG Gletscherkessel Präg)                                              |
| 2179 (PDF; 0,3 MB)   | Felsböschung der B 317 Bärental-Todtnau ca. 800 m W vom Hebelhof                         | Aufschluss         | Todtnau                                   | 47° 51′ 29,2″ N, 8° 1′ 2,2″ O   |      | Geologische Einheit: Gneis Status: mit geschützt (NSG Feldberg)                                                              |
| 2180 (PDF; 0,9 MB)   | Todtnauer Wasserfall, Todtnau-Berg                                                       | Wasserfall         | Todtnau                                   | 47° 50′ 35,5″ N, 7° 56′ 20,9″ O |      | Geologische Einheit: Metatexit Status: geschützt (Naturdenkmal Wasserfall (Todtnauer/Todtnauberger Wasserfall))              |
| 2181 (PDF; 0,7 MB)   | Findling Michelrütte, Schönau-Tunau                                                      | Findling           | Tunau                                     | 47° 47′ 26,5″ N, 7° 54′ 46,2″ O |      | Geologische Einheit: Granit Status: geschützt (Naturdenkmal Gletscherfindling)                                               |
| 2182 (PDF; 0,3 MB)   | Felsböschung der Straße Utzenfeld-Wieden ca. 750 m SW der Kreuzung in Utzenfeld          | Aufschluss         | Utzenfeld                                 | 47° 48′ 22,2″ N, 7° 54′ 39,3″ O |      | Geologische Einheit: Sengalenkopf-Schiefer-Formation Status: mit geschützt (NSG Utzenfluh)                                   |
| 2183 (PDF; 0,4 MB)   | Utzenfluh, Utzenfeld                                                                     | Felsformation      | Utzenfeld                                 | 47° 48′ 18,8″ N, 7° 55′ 1″ O    |      | Geologische Einheit: Schiefer und Grauwacken aus dem Oberdevon Status: mit geschützt (NSG Utzenfluh)                         |
| 2184 (PDF; 0,3 MB)   | Atzenbacher Wasserfall, Zell im Wiesental                                                | Wasserfall         | Zell im Wiesental Gemarkung Atzenbach     | 47° 42′ 15,6″ N, 7° 52′ 52,8″ O |      | Geologische Einheit: Granit Status: geschützt (Naturdenkmal Wasserfall (Atzenbacher Wasserfälle))                            |
| 2185 (PDF; 0,3 MB)   | Höllwasserfall Pfaffenberg, Zell im Wiesental                                            | Wasserfall         | Zell im Wiesental Gemarkung Pfaffenberg   | 47° 44′ 13,4″ N, 7° 52′ 19,6″ O |      | Geologische Einheit: Syntektischer Komplex von Mambach Status: geschützt (Naturdenkmal Wasserfall (Höllwasserfälle))         |
| 2186 (PDF; 0,3 MB)   | Wasserfall „Fischbachfälle“, Zell im Wiesental                                           | Wasserfall         | Zell im Wiesental                         | 47° 42′ 32,9″ N, 7° 50′ 26,6″ O |      | Geologische Einheit: Granit Status: geschützt (Naturdenkmal Wasserfall (Fischbachfälle))                                     |
| 2187 (PDF; 0,3 MB)   | Aufg. Ziegeleigrube Rümmingen                                                            | Aufschluss         | Rümmingen                                 | 47° 38′ 43,4″ N, 7° 38′ 45,9″ O |      | Geologische Einheit: ? Status: geschützt (Naturdenkmal Ziegelei-Grube Rümmingen)                                             |
| 2188 (PDF; 0,3 MB)   | Steinbruch Hagschutz                                                                     | Aufschluss         | Schliengen Gemarkung Niedereggenen        | 47° 44′ 53,5″ N, 7° 37′ 48,3″ O |      | Geologische Einheit: ? Status: geschützt (Naturdenkmal Hagschutz)                                                            |
| 2189 (PDF; 0,3 MB)   | Aufg. Kiesgrube Huttingen                                                                | Aufschluss         | Efringen-Kirchen Gemarkung Huttingen      | 47° 40′ 9,1″ N, 7° 31′ 22,5″ O  |      | Geologische Einheit: ? Status: geschützt (Naturdenkmal Kiesgrube-Huttingen)                                                  |
| 2190 (PDF; 0,3 MB)   | Eisloch                                                                                  | Landschaftselement | Schönau im Schwarzwald                    | 47° 48′ 27,7″ N, 7° 59′ 43,1″ O |      | Geologische Einheit: ? Status: geschützt (Naturdenkmal Eisloch)                                                              |
| 2191 (PDF; 0,3 MB)   | Alter Bergbaustollen, Aitern                                                             | Stollen (Bergbau)  | Aitern                                    | 47° 48′ 8,7″ N, 7° 53′ 42,4″ O  |      | Geologische Einheit: Granit                                                                                                  |
| 2192 (PDF; 0,3 MB)   | Felsböschung ca. 250 m W von Aitern                                                      | Aufschluss         | Aitern                                    | 47° 48′ 15,4″ N, 7° 53′ 33,6″ O |      | Geologische Einheit: Sengalenkopf-Schiefer-Formation                                                                         |
| 2193 (PDF; 0,3 MB)   | Felsböschung am Waldweg ca. 300 m SW von Aitern                                          | Aufschluss         | Aitern                                    | 47° 48′ 7,3″ N, 7° 53′ 34,3″ O  |      | Geologische Einheit: Sengalenkopf-Schiefer-Formation                                                                         |
| 2194 (PDF; 1,3 MB)   | Tertiär am Rheinufer bei Rheinweiler, Bad Bellingen                                      | Aufschluss         | Bad Bellingen Gemarkung Rheinweiler       | 47° 42′ 42,8″ N, 7° 31′ 54,3″ O |      | Geologische Einheit: Gesteine des Tertiär                                                                                    |
| 2195 (PDF; 0,3 MB)   | Felsböschung im Böllenbachtal an der Straße Wembach-Badenweiler                          | Aufschluss         | Böllen                                    | 47° 47′ 50,3″ N, 7° 50′ 37,3″ O |      | Geologische Einheit: Granit                                                                                                  |
| 2196 (PDF; 0,8 MB)   | Isteiner Schwellen                                                                       | Landschaftselement | Efringen-Kirchen                          | 47° 38′ 47″ N, 7° 32′ 36,8″ O   |      | Geologische Einheit: Gesteine des Tertiär                                                                                    |
| 2197 (PDF; 1,1 MB)   | Kirchener Schwellen, Efringen-Kirchen                                                    | Landschaftselement | Efringen-Kirchen                          | 47° 38′ 9,4″ N, 7° 33′ 51,2″ O  |      | Geologische Einheit: Gesteine des Tertiär                                                                                    |
| 2198 (PDF; 0,3 MB)   | Steinbruch im Gewann Kapf, Efringen-Kirchen                                              | Aufschluss         | Efringen-Kirchen Gemarkung Huttingen      | 47° 40′ 15″ N, 7° 33′ 24,7″ O   |      | Geologische Einheit: Korallenkalk-Formation Nerineenkalk-Formation                                                           |
| 2199 (PDF; 0,3 MB)   | Aufg. Steinbruch Istein-Hardberg, Efringen-Kirchen                                       | Aufschluss         | Efringen-Kirchen Gemarkung Istein         | 47° 39′ 32,4″ N, 7° 32′ 42,8″ O |      | Geologische Einheit: ? |
| 2200 (PDF; 0,3 MB)   | Böschung am Rebberg ca. 400 m NW von Istein                                              | Aufschluss         | Efringen-Kirchen Gemarkung Istein         | 47° 39′ 51,1″ N, 7° 32′ 7,7″ O  |      | Geologische Einheit: Bunte Mergel                                                                                            |
| 2201 (PDF; 0,3 MB)   | Steinbruch des Zementwerks Kleinkems, Efringen-Kirchen                                   | Aufschluss         | Efringen-Kirchen Gemarkung Kleinkems      | 47° 40′ 46,1″ N, 7° 31′ 40,8″ O |      | Geologische Einheit: Korallenkalk-Formation                                                                                  |
| 2202 (PDF; 0,3 MB)   | Aufg. Steinbruch ca. 400 m W von Wintersweiler                                           | Aufschluss         | Efringen-Kirchen Gemarkung Wintersweiler  | 47° 40′ 29,4″ N, 7° 33′ 37,3″ O |      | Geologische Einheit: Korallenkalk-Formation Nerineenkalk-Formation                                                           |
| 2203 (PDF; 0,3 MB)   | Felsböschung 400 m W der Klopfsäge, ca. 3000 m SE von Schönau                            | Aufschluss         | Fröhnd                                    | 47° 45′ 43,5″ N, 7° 55′ 10″ O   |      | Geologische Einheit: Granit                                                                                                  |
| 2204 (PDF; 0,3 MB)   | Karstquelle beim ehem. Kloster Himmelspforte                                             | Aufschluss         | Grenzach-Wyhlen Gemarkung Wyhlen          | 47° 33′ 14,2″ N, 7° 41′ 36″ O   |      | Geologische Einheit: Oberer Muschelkalk                                                                                      |
| 2205 (PDF; 0,3 MB)   | Doline, Grenzach-Wyhlen                                                                  | Doline             | Grenzach-Wyhlen Gemarkung Wyhlen          | 47° 34′ 16,1″ N, 7° 42′ 17,1″ O |      | Geologische Einheit: Oberer Muschelkalk                                                                                      |
| 2206 (PDF; 0,3 MB)   | Verlassener Steinbruch E Wyhlen, Grenzach-Wyhlen                                         | Aufschluss         | Grenzach-Wyhlen Gemarkung Wyhlen          | 47° 32′ 58,2″ N, 7° 41′ 58,9″ O |      | Geologische Einheit: ? |
| 2207 (PDF; 0,3 MB)   | Felsböschung am Weg ins Künbachtal bei Hinterholz W der Klopfsäge                        | Aufschluss         | Häg-Ehrsberg Gemarkung Ehrsberg           | 47° 45′ 32,9″ N, 7° 54′ 51,5″ O |      | Geologische Einheit: Gneis                                                                                                   |
| 2208 (PDF; 0,3 MB)   | Aufschluss bei Waldmatt ca. 1500 m NNE von Häg-Ehrsberg                                  | Aufschluss         | Häg-Ehrsberg Gemarkung Ehrsberg           | 47° 44′ 50,2″ N, 7° 55′ 31,8″ O |      | Geologische Einheit: Metabasit                                                                                               |
| 2209 (PDF; 0,3 MB)   | Felsige Straßenböschung an der Straße Todtmoos-Happach ca. 500 m N von Happach           | Aufschluss         | Häg-Ehrsberg Gemarkung Häg                | 47° 44′ 49″ N, 7° 57′ 19,3″ O   |      | Geologische Einheit: Gneis                                                                                                   |
| 2210 (PDF; 0,3 MB)   | Anorthositblöcke, Häg                                                                    | Felsformation      | Häg-Ehrsberg Gemarkung Häg                | 47° 44′ 6,8″ N, 7° 54′ 54,7″ O  |      | Geologische Einheit: Anorthosit                                                                                              |
| 2211 (PDF; 0,3 MB)   | Aufschluss an der Straße Kürnberg-Gersbach, Hasel                                        | Aufschluss         | Hasel                                     | 47° 40′ 18,7″ N, 7° 53′ 23,1″ O |      | Geologische Einheit: Grenze Rotliegend Grundgebirge                                                                          |
| 2212 (PDF; 0,3 MB)   | Dolinenfeld an der Straße zwischen Hasel und Kürnberg, Hasel                             | Dolinen            | Hasel                                     | 47° 39′ 42,9″ N, 7° 53′ 4,7″ O  |      | Geologische Einheit: Oberer Muschelkalk                                                                                      |
| 2213 (PDF; 0,3 MB)   | Trockental im Entengraben W Hasel                                                        | Landschaftselement | Hasel                                     | 47° 39′ 4,2″ N, 7° 53′ 27,1″ O  |      | Geologische Einheit: Oberer Muschelkalk                                                                                      |
| 2214 (PDF; 0,3 MB)   | Aufg. Steinbruch ca. 50 m E des Wanderparkplatzes an der Straße Hausen i. W - Enkenstein | Aufschluss         | Hausen im Wiesental                       | 47° 40′ 52,7″ N, 7° 49′ 38″ O   |      | Geologische Einheit: Granit                                                                                                  |
| 2215 (PDF; 0,3 MB)   | Aufg. Tongrube der Tonwerke Kandern                                                      | Aufschluss         | Kandern                                   | 47° 43′ 9,1″ N, 7° 39′ 51,9″ O  |      | Geologische Einheit: Mitteljura                                                                                              |
| 2216 (PDF; 0,3 MB)   | Straßenböschung Riedlingen-Feuerbach, Kandern                                            | Aufschluss         | Kandern Gemarkung Riedlingen              | 47° 43′ 10″ N, 7° 37′ 56,8″ O   |      | Geologische Einheit: ? |
| 2217 (PDF; 1,1 MB)   | Aufg. Steinbrüche E von Riedlingen, Kandern                                              | Aufschluss         | Kandern Gemarkung Riedlingen              | 47° 42′ 59,5″ N, 7° 38′ 15,3″ O |      | Geologische Einheit: Hauptrogenstein-Formation                                                                               |
| 2218 (PDF; 2,3 MB)   | Höhenrücken Behlen S von Riedlingen, Kandern                                             | Felsformation      | Kandern Gemarkung Riedlingen              | 47° 42′ 22″ N, 7° 38′ 21″ O     |      | Geologische Einheit: ? |
| 2219 (PDF; 1,0 MB)   | Wolfsschlucht (Kandern)                                                                  | Landschaftselement | Kandern                                   | 47° 42′ 12,4″ N, 7° 38′ 59,2″ O |      | Geologische Einheit: Korallenkalk-Formation                                                                                  |
| 2220 (PDF; 1,2 MB)   | Aufg. Steinbruch am Bohlhölzle ca. 600 m E von Riedlingen                                | Aufschluss         | Kandern Gemarkung Riedlingen              | 47° 43′ 9,1″ N, 7° 39′ 51,9″ O  |      | Geologische Einheit: Hauptrogenstein-Formation                                                                               |
| 2221 (PDF; 0,3 MB)   | Aufg. Steinbruch an der Straße von Kandern nach Sitzenkirch                              | Aufschluss         | Kandern Gemarkung Sitzenkirch             | 47° 43′ 49,3″ N, 7° 39′ 59,1″ O |      | Geologische Einheit: Hauptrogenstein-Formation                                                                               |
| 2222 (PDF; 0,3 MB)   | Tongrube Heuberg                                                                         | Aufschluss         | Kandern Gemarkung Wollbach                | 47° 41′ 30″ N, 7° 39′ 55″ O     |      | Geologische Einheit: Pliozäner Ton (Bodenart)                                                                                |
| 2223 (PDF; 0,3 MB)   | Teufelskanzel-Bruderloch                                                                 | Landschaftselement | Kandern Gemarkung Wollbach                | 47° 41′ 43,5″ N, 7° 38′ 53,2″ O |      | Geologische Einheit: Korallenkalk-Formation                                                                                  |
| 2224 (PDF; 0,3 MB)   | Kleine Thermalquelle im Wollbachtal                                                      | Quelle             | Kandern Gemarkung Wollbach                | 47° 40′ 32,3″ N, 7° 40′ 14,4″ O |      | Geologische Einheit: Unterer Muschelkalk                                                                                     |
| 2225 (PDF; 0,3 MB)   | Aufschluss am Fahrweg bei 445 am Erzloch, Kandern                                        | Aufschluss         | Kandern Gemarkung Wollbach                | 47° 41′ 29,8″ N, 7° 40′ 7,4″ O  |      | Geologische Einheit: Murchisonaeoolith-Formation                                                                             |
| 2226 (PDF; 0,3 MB)   | Steinbruch N Egerten, Kandern                                                            | Aufschluss         | Kandern Gemarkung Wollbach                | 47° 41′ 5,3″ N, 7° 40′ 11,4″ O  |      | Geologische Einheit: Mergel                                                                                                  |
| 2227 (PDF; 0,3 MB)   | Aufg. Steinbruch bei Egerten, Kandern                                                    | Aufschluss         | Kandern Gemarkung Wollbach                | 47° 40′ 47,4″ N, 7° 40′ 5,6″ O  |      | Geologische Einheit: Hauptrogenstein-Formation                                                                               |
| 2228 (PDF; 0,3 MB)   | Rheingraben-Flexur-Zone NE Egerten, Kandern                                              | Landschaftselement | Kandern Gemarkung Wollbach                | 47° 40′ 51,1″ N, 7° 40′ 13,2″ O |      | Geologische Einheit: ? |
| 2229 (PDF; 0,3 MB)   | Aufg. Steinbruch ca. 450 m SE von Nebenau am Waldrand                                    | Aufschluss         | Kandern Gemarkung Wollbach                | 47° 40′ 16,6″ N, 7° 40′ 26,5″ O |      | Geologische Einheit: Oberer Muschelkalk                                                                                      |
| 2230 (PDF; 0,3 MB)   | Doggerprofil an der Nordmauer der Oberburg der Ruine Rötteln, Lörrach                    | Aufschluss         | Lörrach                                   | 47° 38′ 3,5″ N, 7° 39′ 34,3″ O  |      | Geologische Einheit: Brauner Jura                                                                                            |
| 2231 (PDF; 0,3 MB)   | Tertiärprofil unter dem SW Eckturm der Oberburg der Ruine Rötteln, Lörrach               | Aufschluss         | Lörrach                                   | 47° 37′ 57″ N, 7° 39′ 34,5″ O   |      | Geologische Einheit: Tertiär                                                                                                 |
| 2232 (PDF; 0,3 MB)   | Aufg. Steingrube ca. 1650 m N von Obertüllingen                                          | Aufschluss         | Weil am Rhein Gemarkung Haltingen         | 47° 36′ 35″ N, 7° 38′ 1,3″ O    |      | Geologische Einheit: Süßwasserschichten des Oligozäns                                                                        |
| 2233 (PDF; 0,3 MB)   | Metzelhöhe ca. 1200 m NNE von Waldhof                                                    | Landschaftselement | Lörrach                                   | 47° 36′ 31,4″ N, 7° 42′ 41″ O   |      | Geologische Einheit: Arietenkalk-Formation                                                                                   |
| 2234 (PDF; 0,3 MB)   | Aufg. Granitsteinbruch, Malsburg-Marzell                                                 | Aufschluss         | Malsburg-Marzell Gemarkung Malsburg       | 47° 44′ 50,1″ N, 7° 43′ 40,8″ O |      | Geologische Einheit: Granit                                                                                                  |
| 2235 (PDF; 0,3 MB)   | Felsböschung der Straße Kandern-Badenweiler, ca. 1600 m S von Marzell                    | Aufschluss         | Malsburg-Marzell Gemarkung Malsburg       | 47° 45′ 22″ N, 7° 43′ 1,1″ O    |      | Geologische Einheit: Granit                                                                                                  |
| 2236 (PDF; 0,4 MB)   | Stockberg, Malsburg-Marzell                                                              | Landschaftselement | Malsburg-Marzell Gemarkung Malsburg       | 47° 47′ 0,8″ N, 7° 43′ 2,5″ O   |      | Geologische Einheit: Rhyolith                                                                                                |
| 2237 (PDF; 0,3 MB)   | Aufg. Steinbruch am südl. Stockberg ca. 1300 m E vom Blauen                              | Aufschluss         | Malsburg-Marzell Gemarkung Malsburg       | 47° 46′ 50,2″ N, 7° 43′ 8,5″ O  |      | Geologische Einheit: Porphyr                                                                                                 |
| 2238 (PDF; 0,3 MB)   | Felsböschung am Waldrand W des Resinakopfs ca. 1600 m E vom Blauen                       | Aufschluss         | Malsburg-Marzell Gemarkung Marzell        | 47° 46′ 43,5″ N, 7° 43′ 22,1″ O |      | Geologische Einheit: Porphyr                                                                                                 |
| 2239 (PDF; 0,8 MB)   | Weganschnitt im Rotliegend                                                               | Aufschluss         | Maulburg                                  | 47° 38′ 57″ N, 7° 46′ 27,9″ O   |      | Geologische Einheit: Rotliegend                                                                                              |
| 2240 (PDF; 0,3 MB)   | Böschung am Waldweg unterh. der Straße Schönau-Badenweiler ca. 1000 m S von Neuenweg     | Aufschluss         | Neuenweg                                  | 47° 47′ 16,1″ N, 7° 49′ 13″ O   |      | Geologische Einheit: Granitporphyr                                                                                           |
| 2241 (PDF; 0,3 MB)   | Wegböschung S von Hinterheubronn                                                         | Aufschluss         | Neuenweg                                  | 47° 47′ 52,3″ N, 7° 47′ 29,9″ O |      | Geologische Einheit: Vulkanit                                                                                                |
| 2242 (PDF; 0,3 MB)   | Felsböschung der Straße Neuenweg-Bürchau S von Neuenweg                                  | Aufschluss         | Kleines Wiesental Gemarkung Neuenweg      | 47° 47′ 36,1″ N, 7° 49′ 38,5″ O |      | Geologische Einheit: Vulkanit                                                                                                |
| 2243 (PDF; 0,3 MB)   | Felsböschung an der Straße Neuenweg-Bürchau ca. 1300 m S der Ortsmitte von Neuenweg      | Aufschluss         | Kleines Wiesental Gemarkung Neuenweg      | 47° 47′ 4,3″ N, 7° 49′ 29,2″ O  |      | Geologische Einheit: Granit                                                                                                  |
| 2244 (PDF; 0,3 MB)   | Straßenböschung der Straße Neuenweg-Böllen S der Schanze                                 | Aufschluss         | Kleines Wiesental Gemarkung Neuenweg      | 47° 47′ 45,5″ N, 7° 50′ 5,2″ O  |      | Geologische Einheit: Granit                                                                                                  |
| 2245 (PDF; 0,3 MB)   | Krailoch                                                                                 | Quelle             | Rheinfelden (Baden) Gemarkung Degerfelden | 47° 35′ 17,1″ N, 7° 44′ 17,2″ O |      | Geologische Einheit: Oberer Muschelkalk                                                                                      |
| 2246 (PDF; 0,3 MB)   | Aufgelassener Steinbruch am Eichberg, Rheinfelden (Baden)                                | Aufschluss         | Rheinfelden (Baden) Gemarkung Degerfelden | 47° 34′ 40″ N, 7° 44′ 29,5″ O   |      | Geologische Einheit: Mittlerer Buntsandstein                                                                                 |
| 2247 (PDF; 0,3 MB)   | Straßenböschung N der Straßenkreuzung Degenfelden am S-Fuß des Eichbergs                 | Aufschluss         | Rheinfelden (Baden) Gemarkung Degerfelden | 47° 34′ 28″ N, 7° 44′ 32,2″ O   |      | Geologische Einheit: Rotliegend                                                                                              |
| 2248 (PDF; 0,3 MB)   | Doline mit Wasser SE von Nieder-Eichsel                                                  | Doline             | Rheinfelden (Baden) Gemarkung Eichsel     | 47° 35′ 20″ N, 7° 45′ 48,5″ O   |      | Geologische Einheit: Unterer Keuper                                                                                          |
| 2249 (PDF; 0,3 MB)   | Gewann Im Volkertsberg ca. 1200 m NW von Herten                                          | Graben (Geologie)  | Rheinfelden (Baden) Gemarkung Herten      | 47° 33′ 46,6″ N, 7° 43′ 10″ O   |      | Geologische Einheit: Keuper                                                                                                  |
| 2250 (PDF; 0,3 MB)   | Quellsumpf W der Mühlbachquelle                                                          | Landschaftselement | Rheinfelden (Baden) Gemarkung Karsau      | 47° 34′ 51,4″ N, 7° 48′ 39,1″ O |      | Geologische Einheit: ? |
| 2251 (PDF; 0,3 MB)   | Dolinenfeld im Waldgebiet Dornach                                                        | Dolinen            | Rheinfelden (Baden) Gemarkung Karsau      | 47° 36′ 13,9″ N, 7° 49′ 34,6″ O |      | Geologische Einheit: ? |
| 2252 (PDF; 0,3 MB)   | Aufg. Steinbruch bei der Kurzmühle, Schliengen                                           | Aufschluss         | Schliengen Gemarkung Liel                 | 47° 45′ 7,4″ N, 7° 36′ 55,1″ O  |      | Geologische Einheit: ? |
| 2253 (PDF; 1,3 MB)   | Felswand mit Quelle (Felsenbrunnen), Schliengen-Liel                                     | Quellen            | Schliengen Gemarkung Liel                 | 47° 44′ 3,6″ N, 7° 35′ 29″ O    |      | Geologische Einheit: Korallenkalk-Formation                                                                                  |
| 2254 (PDF; 1,4 MB)   | Aufg. Steinbruch Himmelreich, Schliengen                                                 | Aufschluss         | Schliengen Gemarkung Obereggenen          | 47° 46′ 0,5″ N, 7° 40′ 7,2″ O   |      | Geologische Einheit: Oberer Muschelkalk                                                                                      |
| 2255 (PDF; 1,3 MB)   | Straßenböschung an der Straße nach Bürgeln, Schliengen-Obereggenen                       | Aufschluss         | Schliengen Gemarkung Obereggenen          | 47° 45′ 6,3″ N, 7° 40′ 17,7″ O  |      | Geologische Einheit: Grenze Buntsandstein Muschelkalk                                                                        |
| 2256 (PDF; 0,3 MB)   | Aufg. Steinbruch Rütteboden, Schliengen                                                  | Aufschluss         | Schliengen Gemarkung Obereggenen          | 47° 44′ 57,7″ N, 7° 40′ 5,5″ O  |      | Geologische Einheit: ? |
| 2257 (PDF; 0,3 MB)   | Aufg. Steinbruch bei Käsäcker an der Straße Kandern-Sitzenkirch-Käsäcker                 | Aufschluss         | Schliengen Gemarkung Obereggenen          | 47° 45′ 28,8″ N, 7° 41′ 28,7″ O |      | Geologische Einheit: Granit                                                                                                  |
| 2258 (PDF; 0,4 MB)   | Rabenfelsen, Schönau im Schwarzwald                                                      | Felsformation      | Schönau im Schwarzwald                    | 47° 45′ 36,3″ N, 7° 53′ 21,2″ O |      | Geologische Einheit: Gneisanatexit                                                                                           |
| 2259 (PDF; 0,3 MB)   | Felsböschung an der Kreisstraße Schönau-Schönenberg                                      | Aufschluss         | Schönau im Schwarzwald                    | 47° 47′ 26″ N, 7° 53′ 14″ O     |      | Geologische Einheit: Vulkanit                                                                                                |
| 2260 (PDF; 0,3 MB)   | Böschung der Straße Schönau-Schönenberg ca. 300 m nach Überquerung des Haldsmattbachs    | Aufschluss         | Schönau im Schwarzwald                    | 47° 47′ 24,3″ N, 7° 53′ 14″ O   |      | Geologische Einheit: Tonstein                                                                                                |
| 2261 (PDF; 0,3 MB)   | Felsböschung NW von Schönau                                                              | Aufschluss         | Schönau im Schwarzwald                    | 47° 47′ 20,5″ N, 7° 53′ 22,3″ O |      | Geologische Einheit: Grauwacke                                                                                               |
| 2262 (PDF; 0,3 MB)   | Rundhöcker N oberh. von Schönau                                                          | Landschaftselement | Schönau im Schwarzwald                    | 47° 47′ 28,5″ N, 7° 53′ 40,4″ O |      | Geologische Einheit: Grauwacke                                                                                               |
| 2263 (PDF; 0,3 MB)   | Felsböschung E von Schönau im Bereich der Mündung des Lochbächles                        | Aufschluss         | Schönau im Schwarzwald                    | 47° 47′ 32,3″ N, 7° 54′ 10,6″ O |      | Geologische Einheit: Grauwacke                                                                                               |
| 2264 (PDF; 0,3 MB)   | Felsböschung an der B 317 Schönau-Todtnau ca. 1500 m NE von Schönau nach der Brücke      | Aufschluss         | Schönau im Schwarzwald                    | 47° 47′ 50,6″ N, 7° 54′ 24,6″ O |      | Geologische Einheit: Granit                                                                                                  |
| 2265 (PDF; 0,3 MB)   | Felsböschung in Schönau E der Wiese oberh. des Wohngebiets                               | Aufschluss         | Schönau im Schwarzwald                    | 47° 46′ 59,3″ N, 7° 54′ 4,5″ O  |      | Geologische Einheit: Vulkanit                                                                                                |
| 2266 (PDF; 0,3 MB)   | Felsen an Waldwegeböschung ca. 900 m S von Wildböllen                                    | Aufschluss         | Schönenberg                               | 47° 47′ 31,2″ N, 7° 51′ 35,4″ O |      | Geologische Einheit: Vulkanit                                                                                                |
| 2267 (PDF; 0,3 MB)   | Felsböschung der Straße Badenweiler-Schönau ca. 500 m SE von Niederböllen                | Aufschluss         | Schönenberg                               | 47° 47′ 20,3″ N, 7° 51′ 21,2″ O |      | Geologische Einheit: Vulkanit                                                                                                |
| 2268 (PDF; 0,3 MB)   | Felsböschung einer Seitenstraße der Straße Schönau-Schönenberg W von Schönau             | Aufschluss         | Schönenberg                               | 47° 47′ 33,7″ N, 7° 53′ 12,4″ O |      | Geologische Einheit: Granit                                                                                                  |
| 2269 (PDF; 0,3 MB)   | Aufschluss bei der Ruine Burgholz, Schopfheim-Raitbach                                   | Aufschluss         | Schönenberg                               | 47° 40′ 38,8″ N, 7° 52′ 29″ O   |      | Geologische Einheit: Rotliegend                                                                                              |
| 2270 (PDF; 0,3 MB)   | Felsenufer der Wiese, Schopfheim                                                         | Aufschluss         | Schopfheim                                | 47° 39′ 5,5″ N, 7° 48′ 0,2″ O   |      | Geologische Einheit: Rotliegend                                                                                              |
| 2271 (PDF; 0,3 MB)   | Steinbrüche im Entegast                                                                  | Aufschluss         | Schopfheim                                | 47° 39′ 13,6″ N, 7° 48′ 37″ O   |      | Geologische Einheit: Oberer Buntsandstein                                                                                    |
| 2272 (PDF; 0,3 MB)   | Wegböschung beim Schützenhaus, Schopfheim                                                | Aufschluss         | Schopfheim                                | 47° 39′ 17,8″ N, 7° 49′ 2,7″ O  |      | Geologische Einheit: Rotliegend                                                                                              |
| 2273 (PDF; 0,3 MB)   | Straßenböschung der Straße Dossenbach-Schopfheim ca. 600 m NNW von Dossenbach            | Aufschluss         | Schwörstadt Gemarkung Dossenbach          | 47° 37′ 8,7″ N, 7° 51′ 21,2″ O  |      | Geologische Einheit: Unterer Muschelkalk                                                                                     |
| 2274 (PDF; 0,3 MB)   | Gelände ONO von Dossenbach N der Straße nach Wehr                                        | Aufschluss         | Schwörstadt Gemarkung Dossenbach          | 47° 37′ 12,4″ N, 7° 52′ 10,9″ O |      | Geologische Einheit: Oberer Muschelkalk                                                                                      |
| 2275 (PDF; 0,3 MB)   | Bachtobel des Stephanslochs E von Schwörstadt                                            | Aufschluss         | Schwörstadt Gemarkung Dossenbach          | 47° 35′ 33,7″ N, 7° 53′ 26,7″ O |      | Geologische Einheit: Oberer Muschelkalk                                                                                      |
| 2276 (PDF; 0,3 MB)   | Straßenaufschluss Kandern–Endenburg bei der Einmündung des Elbacher Grabens, Steinen     | Aufschluss         | Steinen Gemarkung Endenburg               | 47° 42′ 13,1″ N, 7° 42′ 46,1″ O |      | Geologische Einheit: Granit                                                                                                  |
| 2277 (PDF; 0,3 MB)   | Waldwegböschung ca. 150 m W der Waldschänke am Hägelberg                                 | Aufschluss         | Steinen Gemarkung Hägelberg               | 47° 39′ 49,2″ N, 7° 43′ 29,4″ O |      | Geologische Einheit: Unterer Muschelkalk                                                                                     |
| 2278 (PDF; 0,3 MB)   | Doline im Gewann Fohren N von Adelhausen, Steinen-Hüsingen                               | Doline             | Steinen Gemarkung Hüsingen                | 47° 37′ 21,3″ N, 7° 45′ 36,5″ O |      | Geologische Einheit: Oberer Muschelkalk                                                                                      |
| 2279 (PDF; 0,3 MB)   | Böschung hinter einem Schuppen am Fahrweg Schlächterhaus-Schrohmühle                     | Aufschluss         | Steinen Gemarkung Schlächtenhaus          | 47° 41′ 43,6″ N, 7° 44′ 8,8″ O  |      | Geologische Einheit: Rotliegend                                                                                              |
| 2280 (PDF; 0,3 MB)   | Buntsandsteinbrüche von Steinen                                                          | Aufschluss         | Steinen                                   | 47° 38′ 58,8″ N, 7° 44′ 43,4″ O |      | Geologische Einheit: Buntsandstein                                                                                           |
| 2281 (PDF; 0,3 MB)   | Straßenböschung der Straße Wieslet-Weitenau-Schlächtenhaus                               | Aufschluss         | Steinen Gemarkung Weitenau                | 47° 40′ 43,9″ N, 7° 45′ 56,2″ O |      | Geologische Einheit: Rotliegend                                                                                              |
| 2282 (PDF; 0,3 MB)   | Straßenprofil Todtnauberg, Todtnau                                                       | Aufschluss         | Todtnau Gemarkung Aftersteg               | 47° 50′ 48,1″ N, 7° 55′ 35,4″ O |      | Geologische Einheit: Anatexit                                                                                                |
| 2283 (PDF; 0,3 MB)   | Straße nach Todtnauberg                                                                  | Aufschluss         | Todtnau Gemarkung Aftersteg               | 47° 50′ 41,8″ N, 7° 55′ 53,4″ O |      | Geologische Einheit: Metatexit                                                                                               |
| 2284 (PDF; 0,3 MB)   | Felsen am Kleinen Stutz W von Geschwend                                                  | Felsformation      | Todtnau Gemarkung Geschwend               | 47° 48′ 15,8″ N, 7° 55′ 31,4″ O |      | Geologische Einheit: Sengalenkopf-Schiefer-Formation                                                                         |
| 2285 (PDF; 0,3 MB)   | Felsböschung an der B 317 am nördl. Ortsende von Geschwend                               | Aufschluss         | Todtnau Gemarkung Geschwend               | 47° 48′ 28,2″ N, 7° 56′ 8,6″ O  |      | Geologische Einheit: Randgranit                                                                                              |
| 2286 (PDF; 0,3 MB)   | Felsböschung des Forstwegs oberh. der Straße Utzenfeld-Todtnau ca. 900 m N von Geschwend | Aufschluss         | Todtnau Gemarkung Geschwend               | 47° 48′ 44,1″ N, 7° 56′ 11,6″ O |      | Geologische Einheit: Paragneis                                                                                               |
| 2287 (PDF; 0,3 MB)   | Schneckenfelsen 1000 m N von Muggenbrunn                                                 | Felsformation      | Todtnau Gemarkung Muggenbrunn             | 47° 51′ 58,9″ N, 7° 54′ 56,4″ O |      | Geologische Einheit: Gneis                                                                                                   |
| 2288 (PDF; 0,3 MB)   | Hebelweg in der Schlucht oberh. der Kaserne Fahl                                         | Landschaftselement | Todtnau                                   | 47° 51′ 26,5″ N, 8° 0′ 50,7″ O  |      | Geologische Einheit: Paragneis                                                                                               |
| 2289 (PDF; 0,3 MB)   | Steinbruch ca. 800 m E von Todtnauberg                                                   | Aufschluss         | Todtnau Gemarkung Todtnauberg             | 47° 51′ 8,3″ N, 7° 57′ 5″ O     |      | Geologische Einheit: Paragneis                                                                                               |
| 2290 (PDF; 0,3 MB)   | Felsböschung WNW von Michelrütte ca. 1200 m NW von Schönau                               | Aufschluss         | Tunau                                     | 47° 47′ 34,8″ N, 7° 54′ 33,6″ O |      | Geologische Einheit: Tonstein                                                                                                |
| 2291 (PDF; 0,3 MB)   | Felsböschung der Straße Schönau-Tunau beim Übergang über das Lochbächle                  | Aufschluss         | Tunau                                     | 47° 47′ 27,4″ N, 7° 54′ 33,3″ O |      | Geologische Einheit: Grauwacke                                                                                               |
| 2292 (PDF; 0,3 MB)   | Felsböschung des Forstwegs zum Haldenfels N von Tunau                                    | Aufschluss         | Tunau                                     | 47° 47′ 31,4″ N, 7° 55′ 20,7″ O |      | Geologische Einheit: Tonstein                                                                                                |
| 2293 (PDF; 0,3 MB)   | Felsböschung NE von Tunau                                                                | Aufschluss         | Tunau                                     | 47° 47′ 15,4″ N, 7° 55′ 39,3″ O |      | Geologische Einheit: Granitporphyr                                                                                           |
| 2294 (PDF; 0,3 MB)   | Straßenböschung an der Straße Schönau-Tunau bei der ersten Haarnadelkurve                | Aufschluss         | Tunau                                     | 47° 46′ 56,3″ N, 7° 54′ 37,3″ O |      | Geologische Einheit: Granit                                                                                                  |
| 2295 (PDF; 0,3 MB)   | Felsböschung ca. 200 m NE der Königshütte zwischen Wieden und Utzenfeld                  | Aufschluss         | Utzenfeld                                 | 47° 49′ 16,5″ N, 7° 53′ 54,9″ O |      | Geologische Einheit: Paragneis                                                                                               |
| 2296 (PDF; 0,3 MB)   | Felsböschung an der Straße Utzenfeld-Wieden ca. 1100 N der Straßenkreuzung               | Aufschluss         | Utzenfeld                                 | 47° 48′ 36,4″ N, 7° 54′ 34,2″ O |      | Geologische Einheit: Randgranit                                                                                              |
| 2297 (PDF; 0,3 MB)   | Aufg. Steinbruch in einem Rundhöcker in Utzenfeld, N des Reiterhofs                      | Aufschluss         | Utzenfeld                                 | 47° 48′ 7,5″ N, 7° 54′ 33,9″ O  |      | Geologische Einheit: Sengalenkopf-Schiefer-Formation                                                                         |
| 2298 (PDF; 0,4 MB)   | Felsböschung der Straße Wembach-Niederböllen ca. 900 m NW von Wembach                    | Aufschluss         | Wembach                                   | 47° 46′ 36,7″ N, 7° 52′ 30,4″ O |      | Geologische Einheit: Granit im Gneis                                                                                         |
| 2299 (PDF; 0,4 MB)   | Felsböschung am Forstweg wenig östl. von Wembach                                         | Aufschluss         | Wembach                                   | 47° 46′ 36,7″ N, 7° 52′ 30,4″ O |      | Geologische Einheit: Gneis                                                                                                   |
| 2300 (PDF; 0,3 MB)   | Schieferbruch Farnbuck, Wieslet                                                          | Aufschluss         | Kleines Wiesental Gemarkung Wieslet       | 47° 41′ 34,4″ N, 7° 45′ 56,4″ O |      | Geologische Einheit: Schiefer                                                                                                |
| 2301 (PDF; 0,3 MB)   | Felsböschung NE von Atzenbach                                                            | Aufschluss         | Zell im Wiesental Gemarkung Atzenbach     | 47° 43′ 1,7″ N, 7° 52′ 34,1″ O  |      | Geologische Einheit: Granit                                                                                                  |
| 2302 (PDF; 0,3 MB)   | Felsböschung NE von Atzenbach                                                            | Aufschluss         | Zell im Wiesental Gemarkung Mambach       | 47° 43′ 47,1″ N, 7° 52′ 47″ O   |      | Geologische Einheit: Granit                                                                                                  |
| 2303 (PDF; 0,3 MB)   | Felsböschung der Straße Zell i. Wiesental im östl. Ortsbereich von Zell                  | Aufschluss         | Zell im Wiesental                         | 47° 42′ 33,5″ N, 7° 51′ 30,9″ O |      | Geologische Einheit: Granit                                                                                                  |